# Paczyna
Paczyna (německy Gross Patschin, v letech 1936–1945 Hartlingen) je starostenská vesnice gminy Toszek v okrese Gliwice ve Slezském vojvodství.

## Historie
První písemné zmínky o vesnici jsou uváděny Liber fundationis episcopatus Vratislaviensis (Soupis majetku vratislavského biskupství) z doby biskupa Jindřicha I. z Vrbna v letech 1297–1305 byla uváděna jako Pazhina maiori nebo parwa Pazhina.
V 19. století patřila Paczyna do majetku rodiny von Guradze. Kolem roku 1886 byla rozloha polností 322 ha, v roce 1937 bylo Klausem von Guradze spravováno 209,5 ha. V letech 1936–1945 byla vesnice v rámci germanizace přejmenována na Hartlingen. V období 1975–1998 obec patřila pod administrativu Katovického vojvodství.

## Počet obyvatel
V roce 2011 v Paczyně žilo 1232 obyvatel (590 mužů a 642 žen).
Rozloha vesnice je 722,6 ha.
K Paczyně náleží osada Wrzosy. Ve vesnici je základní škola.

## Transport
- železniční zastávka Paczyna, regionální spoje Gliwice–Opole[7]
- silnice č. 94

## Památky

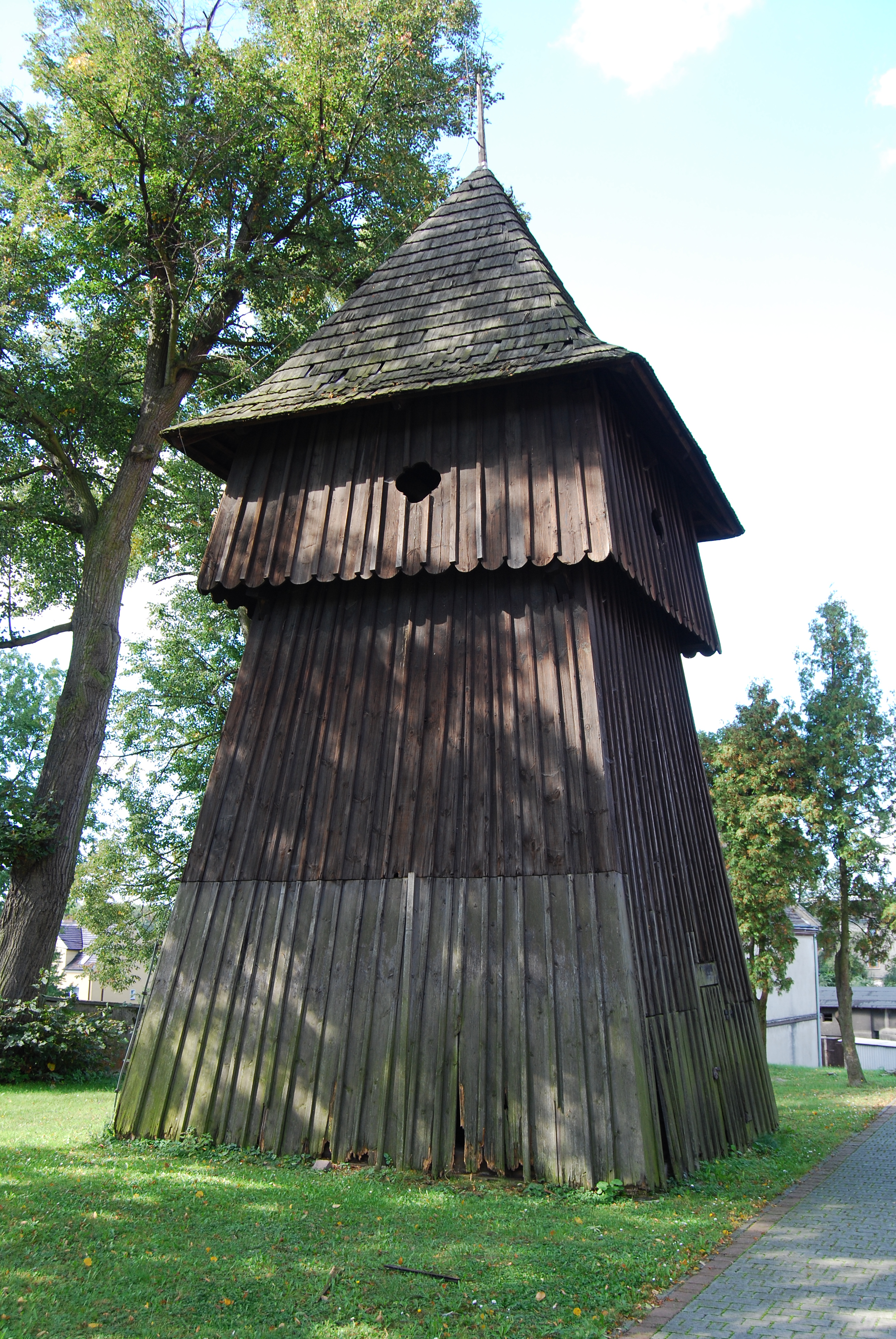
Zvonice

- dřevěná zvonice z 17. století, která je součástí Stezky dřevěné architektury ve Slezském vojvodství
- kostel sv. Martina, který byl postaven v roce 1931 na místě bývalého dřevěného kostelíku  z 13. století
- klasicistní dvůr z doku 1820[3]